# Brabus Bullit
Der Brabus Bullit ist ein von Brabus entwickeltes Hochleistungsfahrzeug. Er basiert auf der C-Klasse vom Typ W204 und wird mit einem der derzeit stärksten Motoren von Brabus ausgerüstet, der auch im Brabus Rocket eingesetzt wird. Wie dort handelt es sich offiziell um ein Brabus-Modell, alle Mercedes-Benz-Embleme bis auf das Lenkrad wurden durch Brabus-Logos ersetzt.

## Brabus Bullit (2007–?)

### Motor
Der Bullit verfügt über einen V12-Motor mit einem Hubraum von 6233 cm³ und einem maximalen Drehmoment von 1320 Nm, das jedoch elektronisch auf 1100 Nm (ab einer Drehzahl von 2100/min) begrenzt wird. Die maximale Motorleistung von 537 kW (730 PS) wird bei 5100/min erreicht. Der Motor verfügt zur Leistungssteigerung über eine Biturboaufladung. Der Einbau der Maschine in die C-Klasse wird mit größerem Aufwand und einigen Umbauten verbunden. Serienmäßig wurden von Mercedes-Benz dort maximal acht Zylinder verbaut. Neue, große Lufteinlässe sorgen für die benötigte höhere Luftzufuhr. Die Kraftübertragung erfolgt durch die 5-Gang-Automatik, die Mercedes-Benz und Brabus bei allen Zwölfzylindern einsetzen.

### Fahrleistungen
Als Höchstgeschwindigkeit gibt Brabus etwa 360 km/h an. In 3,9 Sekunden beschleunigt er auf Tempo 100. Der starke Motor geht mit einem Verbrauch, den Brabus mit rund 15 Litern auf 100 Kilometern angibt, einher.

### Preis
Der Bullit kostet inklusive Mehrwertsteuer 420.070 Euro. Darin enthalten sind das Optikpaket sowie extreme Breitreifen und ein Tachometer bis 400 km/h.

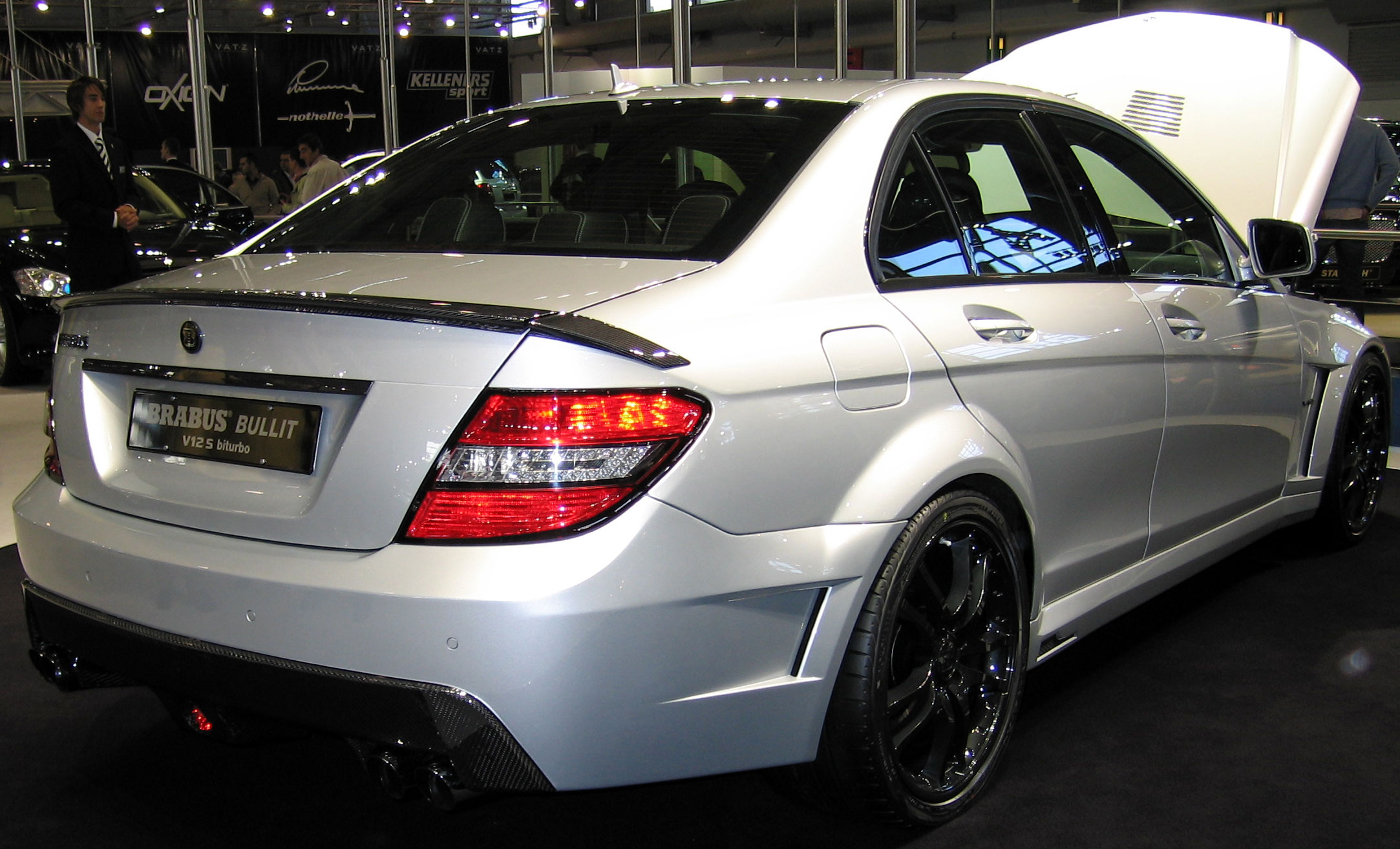
Brabus Bullit V12 S Biturbo
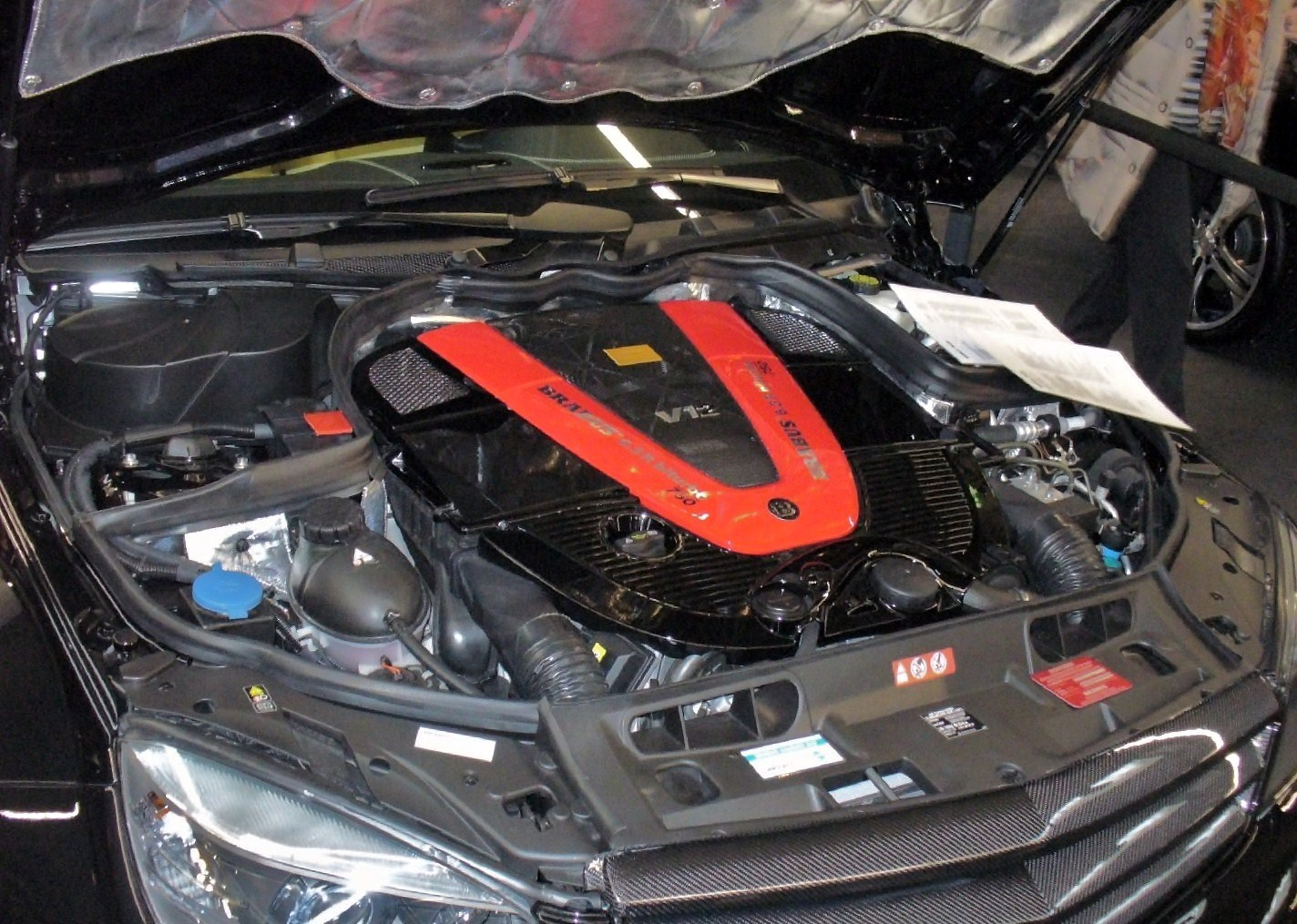
Der 6,2 Liter V12 des Bullit

## Brabus Bullit Coupé 800 (2012–2017)
Auf dem Genfer Auto-Salon 2012 präsentierte Brabus das Bullit Coupé 800 auf Basis des C63 AMG Coupé. Den Motor übernimmt das Fahrzeug aus dem 800 Rocket. Auf 100 km/h beschleunigt das Fahrzeug in 3,7 Sekunden, die Höchstgeschwindigkeit beträgt 370 km/h.

## Technische Daten
| Kenngrößen                                  | Bullit                            | Bullit Coupé 800                  |
| Bauzeitraum                                 | 2007–?                            | 2012–2017                         |
| Motorkenndaten                              |                                   |                                   |
| Motortyp                                    | V12-Ottomotor                     | V12-Ottomotor                     |
| Hubraum                                     | 6233 cm³                          | 6233 cm³                          |
| max. Leistung                               | 537 kW (730 PS) bei 5100/min      | 588 kW (800 PS) bei 5500/min      |
| max. Drehmoment                             | 1100 Nm bei 2100/min (abgeregelt) | 1100 Nm bei 2100/min (abgeregelt) |
| Kraftübertragung                            |                                   |                                   |
| Antrieb, serienmäßig                        | Hinterradantrieb                  | Hinterradantrieb                  |
| Getriebe, serienmäßig                       | 5-Stufen-Automatikgetriebe        | 7-Stufen-Automatikgetriebe        |
| Messwerte                                   |                                   |                                   |
| Höchstgeschwindigkeit                       | 360 km/h                          | 370 km/h                          |
| Beschleunigung, 0–100 km/h                  | 3,9 s                             | 3,7 s                             |
| Beschleunigung, 0–200 km/h                  | 10,5 s                            | 9,8 s                             |
| Beschleunigung, 0–300 km/h                  | 24,5 s                            | 23,8 s                            |
| Kraftstoffverbrauch auf 100 km (kombiniert) |                                   | 15,7 l Super Plus                 |
| CO2-Emission (kombiniert)                   |                                   | 372 g/km                          |